# 15403 Мериньяк
15403 Мериньяк (15403 Merignac) — астероїд головного поясу, відкритий 9 листопада 1997 року.
Тіссеранів параметр щодо Юпітера — 3,390.